# 蚋

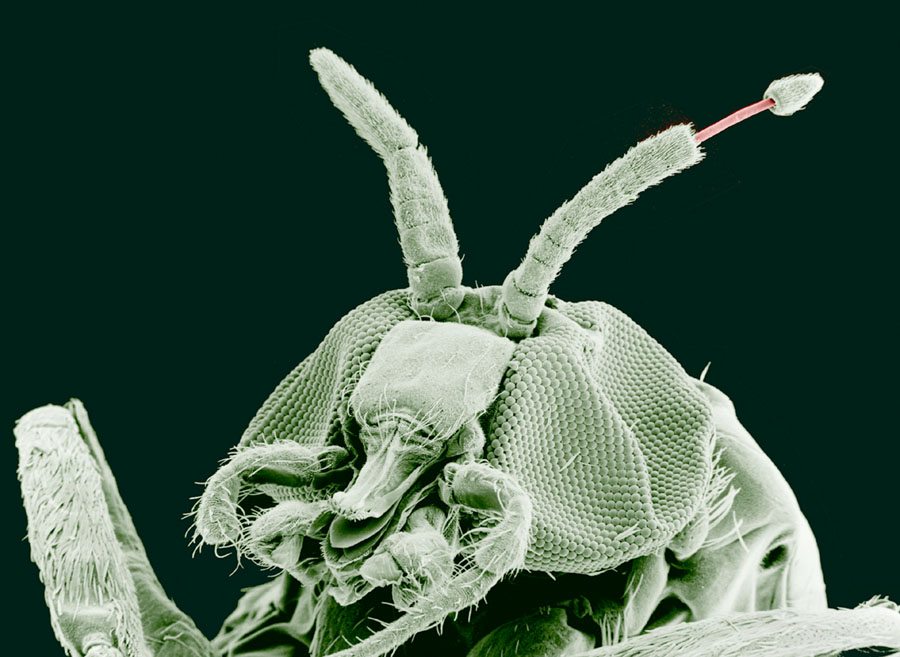
从一种学名为Simulium yahense的蚋的触须之中伸出的旋盘尾丝虫。在非洲，这种寄生虫是导致河盲症的病原体。照片所示为标本经化学方法固定和临界点干燥，并采用常规扫描电子显微镜（放大100倍）时进行观察的情形。

蚋，也稱黑蠅，雙翅目下蚋科昆蟲的總稱，當中包括了超過1800種已知的物種（11種已絕種）。大部分的物種均分類到蚋屬。與其同類蚊一樣，大部份的蚋均透過吸取動物的血液作為食物，而雄性則以花蜜作食。常見為細小、黑至灰、足及觸角也短，是人類所討厭的昆蟲，因此在不同地方均有專門對付的措施。牠們也會傳播病菌，常見的有致盲的蟠尾絲蟲症。